# Prva liga (damvolleyboll, Montenegro)
Prva liga är den högsta serien i volleyboll för damklubblag i Montenegro. Serien innehåller tio lag och spelas mellan oktober och maj med ett gruppspel följt av slutspel (samma format är mycket vanligt inom europeisk klubbvolleyboll). Vinnaren blir montenegrinsk mästare medan mindre framgångsrika lag åker ner till Druga liga. Tävlingen arrangeras av Montenegros volleybollförbund. Sedan serien startade 2006 har ŽOK Luka Bar varit det mest framgångsrika laget.

## Resultat per år
| Säsong                  | Podium                  | Podium                  | Podium                  |
| Mästare                 | Tvåa                    | Trea                    |                         |
| ----------------------- | ----------------------- | ----------------------- | ----------------------- |
| 2006-07 mer information | ŽOK Luka Bar            | OK Podgorica            | OK Rudar Pljevlja       |
| 2007-08 mer information | ŽOK Luka Bar            | OK Podgorica            | OK Rudar Pljevlja       |
| 2008-09 mer information | ŽOK Luka Bar            | OK Rudar Pljevlja       | OK Podgorica            |
| 2009-10 mer information | ŽOK Galeb               | ŽOK Luka Bar            | ŽOK Budućnost Podgorica |
| 2010-11 mer information | ŽOK Galeb               | ŽOK Luka Bar            | ŽOK Budućnost Podgorica |
| 2011-12 mer information | ŽOK Budućnost Podgorica | ŽOK Luka Bar            | OK Morača               |
| 2012-13 mer information | ŽOK Luka Bar            | ŽOK Budućnost Podgorica | OK Rudar Pljevlja       |
| 2013-14 mer information | ŽOK Luka Bar            | ŽOK Budućnost Podgorica | ŽOK Galeb               |
| 2014-15 mer information | ŽOK Luka Bar            | OK Morača               | -                       |
| 2015-16 mer information | ŽOK Luka Bar            | OK Rudar Pljevlja       | -                       |
| 2016-17 mer information | ŽOK Luka Bar            | ŽOK Galeb               | -                       |
| 2017-18 mer information | ŽOK Luka Bar            | OK Rudar Pljevlja       | -                       |
| 2018-19 mer information | ŽOK Luka Bar            | OK Morača               | -                       |
| 2019-20 mer information | ŽOK Luka Bar            | OK Morača               | ŽOK Galeb               |

## Resultat per klubb
| Lag                     | Antal titlar | Säsong                                                                                            |
| ----------------------- | ------------ | ------------------------------------------------------------------------------------------------- |
| ŽOK Luka Bar            | 11           | 2006-07, 2007-08, 2008-09, 2012-13, 2013-14, 2014-15, 2015-16, 2016-17, 2017-18, 2018-19, 2019-20 |
| ŽOK Galeb               | 2            | 2009-10, 2010-11                                                                                  |
| ŽOK Budućnost Podgorica | 1            | 2011-12                                                                                           |